# Веслі Патрік Брага
Веслі Патрік Брага (порт. Wesley Patrick Braga; нар. 1 липня 2000) — бразильський футболіст, що грає на позиції нападника. Наразі виступає за «Галф Героєс».

## Кар'єра
Кар'єру розпочав у юнацькій команді до 19 років футбольного клубу «Маккабі» з міста Нетанья, після чого повернувся до Бразилії, а саме до «Санта Круза», звідки пізніше перейшов до Галф Героєс із ОАЕ. Також виступав за «Ан-Наср». За 12 матчів у складі «Ан-Насра» гравець зробив три гольові передачі. 
10 серпня 2022 року перейшов до «Дніпра-1». Клуб уклав з гравцем однорічну угоду з можливістю продовження на більш тривалий термін у майбутньому. У складі «Дніпра-1» Веслі гратиме під номером 19.
З 2023 року виступає за бразильську «Форталезу».